# Campoverardo
Campoverardo è una frazione del comune di Camponogara, dalla quale dista 1,5 km.
La frazione è situata a nord-ovest di Camponogara e a nord-est di Fossò.

## Storia
Campoverardo è di origine altomedioevale. Il toponimo, che incontriamo per la prima volta in un testamento del 1181, deriva dal nome di persona germanico Eberhard, evidentemente proprietario di quei terreni, poi alterato nella forma dialettale Verardo.

## Monumenti e luoghi d'interesse

### Architetture religiose
- Chiesa dei Santi Quirico e Giulitta, restaurata tra la fine del Settecento e l'inizio dell'Ottocento.
- Casa canonica
- Oratorio della Beata Vergine del Rosario, situato nella Villa Sargenti Guantini, risale al XVII secolo.

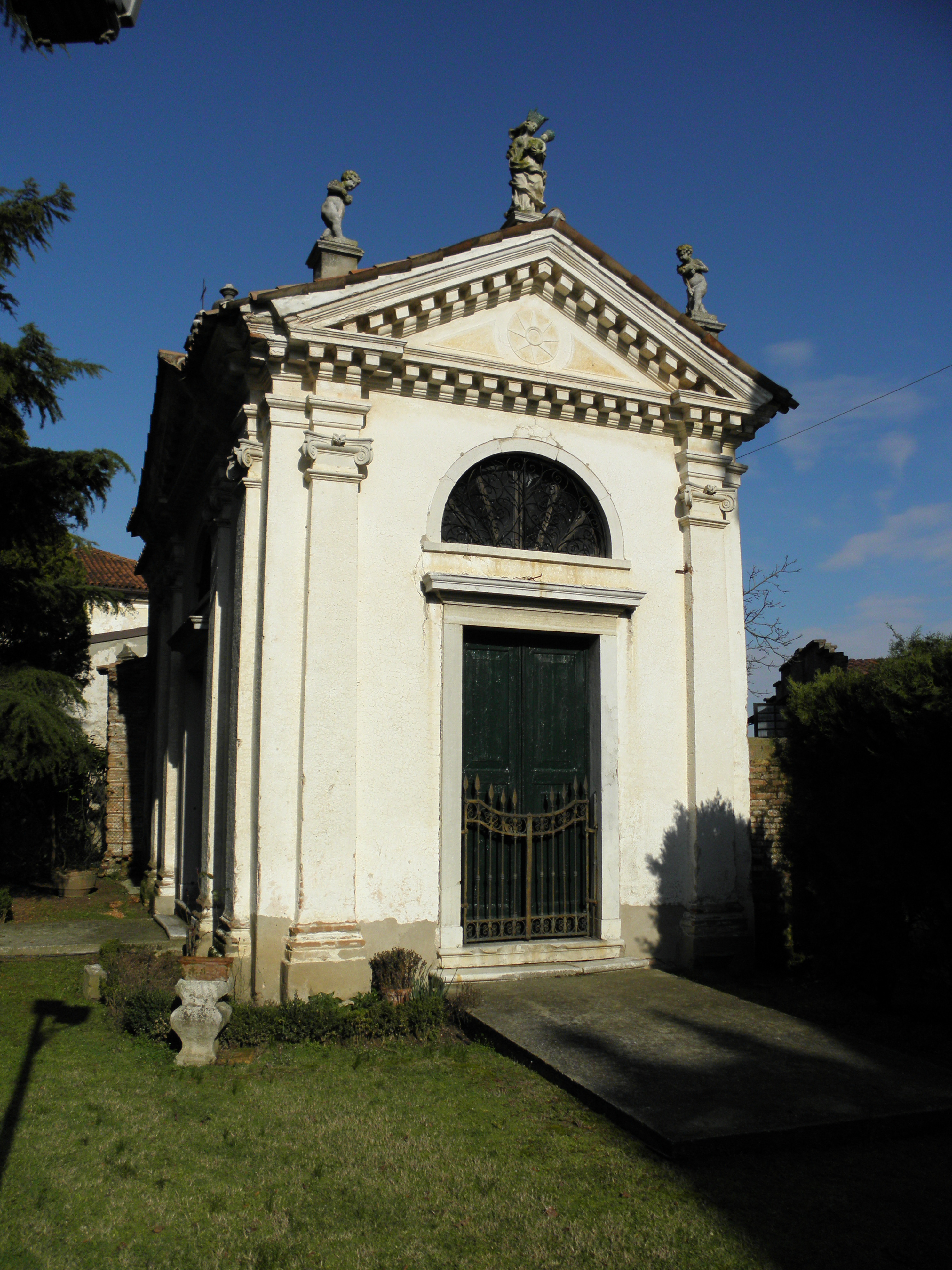
L'oratorio

### Ville
- Villa Sargenti Giantin